# Diadegma pulchripes
Diadegma pulchripes là một loài tò vò trong họ Ichneumonidae.